# Махал Ян-Гануш
Махал Ян-Гануш (чеськ. Jan Hanuš Máchal; 1855—1939) — чеський історик літератури.

## Біографія
Був доцентом чеського університету в Празі.
Йому належать серйозні праці з народної словесності у слов'ян:
- «Nákres slovanského bájesloví» (1891),
- «О bohatýrském epose slovanském» (1893),
- «Bájesloví slovanské» (1898, в «Пам'ятнику в ознаменування 50-річного ювілею Франца-Йосипа»),
- «Dějiny literatur slovanských» — бібліографічний огляд (ib.),
- «Pavel J. Šafařík a jeho názory kritické a aesthetické» (1895),
- "Ant. J. Puchmajer "(1895),
- «Snahy F. L. Čelakovského o obnovu české literatury» (1899)
- кілька нарисів у виданні Лайхтер «Literatura česká devatenácteho století» (Прага, 1902 і 1903).

Член-кореспондент АН СРСР c 06.12.1924 по відділенню російської мови та словесності (літературознавство).